# Sara Gomer
Pour les articles homonymes, voir Gomer.
Sara Gomer (née le 13 mai 1964) est une joueuse de tennis britannique, professionnelle du début des années 1980 à 1992.
En 1991, alors classée 105e, elle a joué le 3e tour à l'US Open (battue par Monica Seles), non sans avoir sorti Helen Kelesi (24e) au tour précédent. Il s'agit là de sa meilleure performance en simple dans une épreuve du Grand Chelem.
Sara Gomer a remporté un tournoi WTA en simple pendant sa carrière, acquis à Aptos en 1988 : il s'agit du dernier succès d'une Britannique sur le circuit WTA, avant celui d'Heather Watson, 24 ans plus tard, à Osaka en 2012.

## Palmarès

### Titre en simple dames
| No | Date       | Nom et lieu du tournoi          | Catégorie | Dotation | Surface    | Finaliste   | Score    |          |
| -- | ---------- | ------------------------------- | --------- | -------- | ---------- | ----------- | -------- | -------- |
| 1  | 25-07-1988 | Northern California Open, Aptos | Tier V    | 50 000 $ | Dur (ext.) | Robin White | 6-4, 7-5 | Parcours |

### Finale en simple dames
| No | Date       | Nom et lieu du tournoi | Catégorie | Dotation | Surface    | Vainqueure    | Score    |          |
| -- | ---------- | ---------------------- | --------- | -------- | ---------- | ------------- | -------- | -------- |
| 1  | 25-01-1988 | Nutri-Metics, Auckland | Tier V    | 50 000 $ | Dur (ext.) | Patty Fendick | 6-3, 7-6 | Parcours |

## Parcours en Grand Chelem

### En simple dames
| Année | Open d'Australie (janvier) | Open d'Australie (janvier) | Internationaux de France | Internationaux de France | Wimbledon       | Wimbledon         | US Open         | US Open                | Open d'Australie (décembre) | Open d'Australie (décembre) |
| 1983  | n/a                        | n/a                        | 1er tour (1/64)          | Renata Sasak             | 1er tour (1/64) | Yvonne Vermaak    | -               | -                      | -                           | -                           |
| 1984  | n/a                        | n/a                        | -                        | -                        | 1er tour (1/64) | Ann Kiyomura      | -               | -                      | 1er tour (1/32)             | Corinne Vanier              |
| 1985  | n/a                        | n/a                        | 1er tour (1/64)          | Virginia Wade            | 2e tour (1/32)  | Barbara Potter    | 1er tour (1/64) | Mary Joe Fernández     | 2e tour (1/16)              | Jo Durie                    |
| 1986  | n/a                        | n/a                        | 1er tour (1/64)          | Alexia Dechaume          | 2e tour (1/32)  | Kristin Kinney    | 2e tour (1/32)  | Helena Suková          | n/a                         | n/a                         |
| 1987  | 2e tour (1/32)             | Anne Hobbs                 | 2e tour (1/32)           | Raffaella Reggi          | 1er tour (1/64) | Chris Evert       | 2e tour (1/32)  | Gabriela Sabatini      | n/a                         | n/a                         |
| 1988  | 1er tour (1/64)            | Sylvia Hanika              | -                        | -                        | 2e tour (1/32)  | Etsuko Inoue      | 1er tour (1/64) | Sylvia Hanika          | n/a                         | n/a                         |
| 1989  | -                          | -                          | 2e tour (1/32)           | Karine Quentrec          | 2e tour (1/32)  | Pam Shriver       | 1er tour (1/64) | Angelikí Kanellopoúlou | n/a                         | n/a                         |
| 1990  | 1er tour (1/64)            | Sabine Appelmans           | -                        | -                        | 2e tour (1/32)  | Angélica Gavaldón | -               | -                      | n/a                         | n/a                         |
| 1991  | 1er tour (1/64)            | Mary Joe Fernández         | 1er tour (1/64)          | Nathalie Guerree         | 1er tour (1/64) | Zina Garrison     | 3e tour (1/16)  | Monica Seles           | n/a                         | n/a                         |
| 1992  | 1er tour (1/64)            | Louise Field               | 2e tour (1/32)           | Patricia Hy              | 1er tour (1/64) | Louise Allen      | 1er tour (1/64) | Louise Allen           | n/a                         | n/a                         |

À droite du résultat, l’ultime adversaire.

### En double dames
| Année | Open d'Australie (janvier)    | Open d'Australie (janvier) | Internationaux de France      | Internationaux de France  | Wimbledon                     | Wimbledon                  | US Open                       | US Open                    | Open d'Australie (décembre)  | Open d'Australie (décembre) |
| 1982  | n/a                           | n/a                        | -                             | -                         | 1er tour (1/32) Julie Salmon  | Liz Gordon Beverly Mould   | -                             | -                          | -                            | -                           |
| 1983  | n/a                           | n/a                        | -                             | -                         | 2e tour (1/16) Julie Salmon   | L. Antonoplis B. Jordan    | 1er tour (1/32) Julie Salmon  | Susan Leo C. Monteiro      | 1er tour (1/16) Julie Salmon | C. Benjamin C. Vanier       |
| 1984  | n/a                           | n/a                        | -                             | -                         | 1er tour (1/32) Julie Salmon  | C. Benjamin Raschiatore    | -                             | -                          | -                            | -                           |
| 1985  | n/a                           | n/a                        | 1er tour (1/32) H. Pelletier  | E. Eliseenko L. Savchenko | 1er tour (1/32) Julie Salmon  | C. Bassett Andrea Leand    | 1er tour (1/32) Amanda Brown  | H. Mandlíková W. Turnbull  | 1er tour (1/16) Amanda Brown | Jo Durie Anne Hobbs         |
| 1986  | n/a                           | n/a                        | 1er tour (1/32) Annabel Croft | Lisa Bonder Laura Arraya  | 1er tour (1/32) Annabel Croft | Kohde-Kilsch Helena Suková | 1er tour (1/32) Annabel Croft | Patty Fendick Hetherington | n/a                          | n/a                         |
| 1987  | 1er tour (1/16) Csilla Bartos | C. Lindqvist Eva Pfaff     | 1er tour (1/32) Céline Cohen  | Henricksson Van Nostrand  | 1er tour (1/32) M. Jaggard    | Jenny Byrne Patty Fendick  | -                             | -                          | n/a                          | n/a                         |
| 1988  | 2e tour (1/16) Van der Torre  | M. Bollegraf Sandy Collins | -                             | -                         | 1er tour (1/32) Julie Salmon  | Leila Meskhi S. Cherneva   | -                             | -                          | n/a                          | n/a                         |
| 1989  | -                             | -                          | -                             | -                         | 1er tour (1/32) Julie Salmon  | Elise Burgin R. Fairbank   | -                             | -                          | n/a                          | n/a                         |
| 1990  | -                             | -                          | -                             | -                         | 1er tour (1/32) Julie Salmon  | Nicole Pratt K. Sharpe     | -                             | -                          | n/a                          | n/a                         |
| 1991  | -                             | -                          | -                             | -                         | 1er tour (1/32) Valda Lake    | Peanut Louie Maya Kidowaki | -                             | -                          | n/a                          | n/a                         |

Sous le résultat, la partenaire ; à droite, l’ultime équipe adverse.

### En double mixte
| Année | Open d'Australie (janvier), | Open d'Australie (janvier), | Internationaux de France | Internationaux de France | Wimbledon                     | Wimbledon               | US Open | US Open | Open d'Australie (décembre), | Open d'Australie (décembre), |
| 1985  | n/a                         | n/a                         | -                        | -                        | 1er tour (1/32) Jeremy Bates  | Jo Durie Steve Denton   | -       | -       | n/a                          | n/a                          |
| 1986  | n/a                         | n/a                         | -                        | -                        | 1er tour (1/32) Richard Lewis | W. Turnbull John Lloyd  | -       | -       | n/a                          | n/a                          |
| 1987  | -                           | -                           | -                        | -                        | 2e tour (1/16) J. Southcombe  | B. Cordwell R. Simpson  | -       | -       | n/a                          | n/a                          |
| 1991  | -                           | -                           | -                        | -                        | 1er tour (1/32) N. Fulwood    | C. Suire Roger Smith    | -       | -       | n/a                          | n/a                          |
| 1992  | -                           | -                           | -                        | -                        | 1er tour (1/32) C. Wilkinson  | P. Langrová Libor Pimek | -       | -       | n/a                          | n/a                          |

Sous le résultat, le partenaire ; à droite, l’ultime équipe adverse.

## Parcours aux Jeux olympiques

### En simple dames
| # | Date       | Nom de l'olympiade             | Surface      | Résultat        | Ultime adversaire | Score           |          |
| - | ---------- | ------------------------------ | ------------ | --------------- | ----------------- | --------------- | -------- |
| 1 | 20/09/1988 | Olympic Tennis Event Séoul     | Dur (ext.)   | 2e tour (1/16)  | Larisa Savchenko  | 6-73, 7-63, 9-7 | Parcours |
| 2 | 28/07/1992 | Olympic Tennis Event Barcelone | Terre (ext.) | 1er tour (1/32) | Samantha Smith    | 2-6, 6-3, 6-1   | Parcours |

### En double dames
| # | Date       | Nom de l'olympiade         | Surface    | Résultat       | Partenaire | Ultimes adversaires                 | Score         |          |
| - | ---------- | -------------------------- | ---------- | -------------- | ---------- | ----------------------------------- | ------------- | -------- |
| 1 | 20/09/1988 | Olympic Tennis Event Séoul | Dur (ext.) | 1er tour (1/8) | Clare Wood | Isabelle Demongeot Nathalie Tauziat | 6-2, 4-6, 6-1 | Parcours |

## Parcours en Coupe de la Fédération
| #                                                                            | Date       | Lieu      | Surface      | Gagnante(s)           | Perdante(s)                        | Score         |          |
|                                                                              |            |           |              |                       |                                    |               |          |
| 1987 - 1er tour (groupe mondial) - Grande-Bretagne - Chili - 3 : 0           |            |           |              |                       |                                    |               |          |
| 1                                                                            | 28/07/1987 | Vancouver |              | Sara Gomer            | Carolina Espinoza                  | 6-3, 6-1      | Parcours |
|                                                                              |            |           |              |                       |                                    |               |          |
| 1987 - 2e tour (groupe mondial) - Grande-Bretagne - Italie - 2 : 1           |            |           |              |                       |                                    |               |          |
| 2                                                                            | 28/07/1987 | Vancouver |              | Sara Gomer            | Sandra Cecchini                    | 6-7, 6-1, 6-3 | Parcours |
|                                                                              |            |           |              |                       |                                    |               |          |
| 1987 - 1/4 de finale (groupe mondial) - États-Unis - Grande-Bretagne - 3 : 0 |            |           |              |                       |                                    |               |          |
| 3                                                                            | 28/07/1987 | Vancouver |              | Pam Shriver           | Sara Gomer                         | 6-1, 6-3      | Parcours |
|                                                                              |            |           |              |                       |                                    |               |          |
| 1988 - 1er tour (groupe mondial) - Grande-Bretagne - Indonésie - 1 : 2       |            |           |              |                       |                                    |               |          |
| 4                                                                            | 05/12/1988 | Melbourne |              | Yayuk Basuki          | Sara Gomer                         | 6-2, 7-66     | Parcours |
|                                                                              |            |           |              |                       |                                    |               |          |
| 1992 - Barrage (groupe mondial I) - Chili - Grande-Bretagne - 0 : 3          |            |           |              |                       |                                    |               |          |
| 5                                                                            | 15/07/1992 | Francfort | Terre (ext.) | Sara Gomer            | Barbara Castro                     | 6-2, 6-0      | Parcours |
| 5                                                                            | 15/07/1992 | Francfort | Terre (ext.) | Sara Gomer Clare Wood | Macarena Miranda Paulina Sepulveda | 6-3, 6-1      | Parcours |
|                                                                              |            |           |              |                       |                                    |               |          |
| 1992 - Barrage (groupe mondial I) - Finlande - Grande-Bretagne - 2 : 1       |            |           |              |                       |                                    |               |          |
| 6                                                                            | 17/07/1992 | Francfort | Terre (ext.) | Nanne Dahlman         | Sara Gomer                         | 6-4, 6-0      | Parcours |
| 6                                                                            | 17/07/1992 | Francfort | Terre (ext.) | Sara Gomer Clare Wood | Anne Aallonen Nanne Dahlman        | 6-1, 6-4      | Parcours |

## Classements WTA en fin de saison

### En simple
| Année | 1983 | 1984 | 1985 | 1986 | 1987 | 1988 | 1989 | 1990 | 1991 | 1992 |
| Rang  | 160  | 128  | 77   | 59   | 72   | 51   | 124  | 92   | 123  | 172  |

Source : (en) « Classements de Sara Gomer », sur le site officiel du WTA Tour

### En double
| Année | 1986 | 1987 | 1988 | 1989 | 1990 | 1991 |
| Rang  | 149  | 234  | 179  | 341  | 638  | 225  |

Source : (en) « Classements de Sara Gomer », sur le site officiel du WTA Tour